# Micropentila catocala
Micropentila catocala är en fjärilsart som beskrevs av Embrik Strand 1914. Micropentila catocala ingår i släktet Micropentila och familjen juvelvingar. Inga underarter finns listade i Catalogue of Life.